# خفاش شهدخوار پراکی
خفاش شهدخوار پراکی (نام علمی: Lonchophylla peracchii) نام یک گونه از تیره خفاش برگ‌بینی است.